# Trøndelag
Trøndelag (în bokmål și nynorsk) este o provincie geografică din centrul Norvegiei.
Capitala neoficială, cel mai mare oraș al regiunii și totodată și prima capitală a Norvegiei este orașul Trondheim.